# Кесем-султан
Махпейкéр Кесе́м-султа́н (османська: كوسم سلطان; тур. Mâh-Peyker Kösem; ? — 3  вересня 1651) — друга або третя наложниця османського султана Ахмеда I, носила титул хасекі-султан, мати султана Мурада IV і Ібрагіма I. Під час правління синів носила титул валіде-султан і була однією з найвпливовіших жінок в Османській імперії. Бабуся султана Мехмеда IV, на початку правління якого правила та носила титул «бюйюк валіде» (бабуся султана). Була при владі 30 років. З її впливом на Ахмеда пов'язують збереження життя Мустафи І і зміну порядку успадкування престолу в Османській імперії цим. Одна з представниць періоду Жіночий султанат.

## Життєпис

### Походження та перші роки в гаремі
Немає достовірних свідчень про її життя до потрапляння до гарему, невідомий навіть рік народження, проте вважається, що вона була грекинею або боснійкою. Очевидно, що перше повідомлення про її грецьке походження було в листі італійського мандрівника П'єтро делла Валле. 25 жовтня 1615 року зі Стамбула він писав про Кесем-султан: «Це була дочка, якщо я зрозумів правильно, грецького священика, з далекої країни чи міста приблизно за двісті миль від Константинополя». Християнське ім'я її невідомо, але поширена версія (викладена в неавторитетних джерелах) свідчить, що її звали Анастасія.  Нібито вона була куплена як рабиня санджакбеєм Боснії і до п'ятнадцяти років вже була в гаремі. Їй дали ім'я Махпейкер, що означає «місяцелика».  Інше її ім'я - Кесем, що має значення "найулюбленіша", - дав їй Ахмед, наложницею якого вона була. Є й інші його тлумачення. П'єтро делла Валле, що сам вивчав османську мову, писав, що воно означає «безволоса» (тур. köse - без волосся, без бороди), і вона отримала його за свою шкіру, позбавлену рослинності. Крім того, згідно з Енциклопедією ісламу, на османській kösem/kösemen може означати «лідер, ватажок зграї, вільний, незалежний».
Ахмед став султаном в 13 років, у нього ще не було наложниць і дітей, що було небезпечно для династії. Тому в порушення традицій його брат Мустафа був залишений в живих, а першочерговим завданням юного султана стало народження спадкоємців. Йому були подаровані наложниці. До того моменту, коли Кесем потрапила до гарему Ахмеда, у нього вже була  одна фаворитка (хасекі). Старшого сина Ахмеда, Османа, в 1604 році народила Махфіруз за 8 місяців  до того, як у Кесем народився старший син, Мехмед. Леслі Пірс пише, що вона була другою або третьою з наложниць. Ймовірно, на початку Кесем не займала високого становища в гаремі, оскільки після Османа Махфіруз. П'єтро делла Валле писав, що у султана четверо синів від двох дружин. Завдяки своєму розуму і красі Кесем стала улюбленою хасекі Ахмеда. З середини 1610-х років, перебуваючи під її впливом, Ахмед I заслав до Старого палацу матір свого первістка, Махфіруз-султан . Можливо, це про неї писав венеційський посол Контаріні, коли повідомив в 1612 році, що султан побив жінку, яка дратувала Кесем. Вона мала безліч дітей від султана, що дозволило їй досягти великої влади шляхом організації шлюбів своїх дочок і онучок з чиновниками високого рангу.

### В правління Мустафи I і Османа II
Під час правління Ахмеда I Кесем не мала особливого впливу в політичній сфері. Після смерті султана 22 листопада 1617 року на трон посадили його брата Мустафу I, який всупереч традиціям османського двору не був убитий в той момент, коли його старший брат зійшов на престол. Подібний факт пояснюється насамперед тим, що у Ахмеда під час сходження на престол у віці 13 років ще не було дітей, а отже, його смерть загрожувала перервати династію. Пізніше зіграли роль два фактори: по-перше, Мустафа був розумово відсталим або, принаймні, страждав на розлад психіки, і був безпечним у плані заколоту; по-друге, Мустафу від смерті намагалася врятувати Кесем. У 1612 році венеційський посол Симон Контаріні повідомляв, що Кесем вмовила Ахмеда не страчувати Мустафу.  Вона казала, що Ахмед сам не був старшим сином султана, але доля привела його на престол. Тому він не повинен шкодити своєму братові, навіть якщо це суперечить звичаям Османів. Її мотив, за словами Контаріні, полягав у тому, «щоб милість, виявлена брату Ахмеда, також була застосована пізніше до її синів, братів [першонародженого] принца».
|                                  |  |  |
| Зліва Мустафа I, справа Осман II |  |  |

Після сходження Мустафи Кесем-султан було відправлено до Старого палацу, куди традиційно відправляли всіх наложниць і дочок померлих султанів. Мустафа пробув султаном лише три місяці, 26 лютого 1618 року його було зміщено, хоча він не був убитий. Султаном став 14-річний син Ахмеда Осман. Мати Османа померла рано, вже у 1615 році П'єтро делла Валле писав, що «мати першонародженого сина султана мертва». Ще з його дитинства Кесем-султан постаралася налагодити з ним дружні стосунки. Осман у товаристві Кесем-султан та її синів катався в кареті містом, поки Ахмед I не заборонив ці прогулянки у 1616 році. Прийомний син шанобливо ставився до мачухи і в 1619 вшанував її, будучи султаном, триденним візитом у Старому палаці. Проте перед від'їздом на Хотинську війну Осман наказав стратити шехзаде Мехмеда, старшого сина мачухи, боячись конкурента. Похід був невдалий, армія султана зазнала поразки в Хотинській битві, що загострило його конфлікт з яничарами. 19 травня 1622 року в результаті заколоту, підтриманого матір'ю Мустафи, Халіме-султан, та її зятем Кара Давут-пашею, Осман був повалений, схоплений і посаджений у Едикуле, а 20 травня вбитий. Дітей, які пережили дитинство у нього не було, хоча мав кількох хасекі. Султаном знову став Мустафа, а Халіме знову одержала звання валіде. Сулішовський писав у донесенні про ці події: «Бунт, що вирував чотири дні відразу припинився, ніби й не було ніяких хвилювань».  
Для Кесем це був складний період, оскільки «у Давуда-паші було двоє синів від дочки султана [Мехмеда III], і він вважав, що, якщо «прибрати з дороги» синів султана Ахмеда, що залишилися в живих, «його сини коли-небудь при певних  умовах зможуть отримати найвищу владу», тому він організував замах на старшого сина Кесем, Мурада. Збаразький так описав ці події: «Везір послав передусім євнуха капи-агу, який мав чималу владу в сералі, щоб задушити Мурада — старшого брата. Але мати хлопчика, яка жила в іншому, старому сералі, отримавши попередження або здогадавшись сама, за допомогою серальських хаджі, писарів чи вчителів домоглася посиленої охорони сина, щоб не допустити його вбивства.  Коли капи-ага прийшов душити — а везир був поблизу — і шнур уже був накинутий на шию жертви, один езоглан із тамтешньої варти ударом ножа вбив євнуха».
Друге правління Мустафи тривало до 10 вересня 1623 року. Це був неспокійний час: Абаза-паша підняв заколот і вимагав покарання для вбивць Османа II. Незадоволених правлінням Халіме та Кара Давута-паші, що став великим візиром, було багато. Вже 13 червня, спробувавши заспокоїти бунтівників, валіде усунула Кара Давута-пашу з посади, проте це не погасило конфлікт, і в грудні до заколоту приєдналися сипахи. До січня 1623 року покарання для вбивць Османа вимагали вже всі візирі. Коли на учасників вбивства колишнього султана почалося полювання, Давут-паша сховався у покоях дружини у гаремі Топкапи, проте його знайшли там, схопили та відправили до Едикуле. 7 січня рада дивану ухвалила рішення про страту Кара Давута, і 18 січня 1623 року він був обезголовлений.  Проте всі спроби Халіме-султан врятувати становище і зберегти на троні Мустафу шляхом жертв не привели до успіху. Абаза-паша у травні 1623 року на чолі сорокатисячної армії обложив Анкару. 30 серпня 1623 великим візиром було призначено Кеманкеш Кара Алі-пашу, якому вдалося з допомогою улема умовити Халіме-султан на повалення її сина за умови, що Мустафі збережуть життя. Халіме-султан отруїли, Дільрубу-султан зарізали. У результаті 10 вересня 1623 року на троні виявився одинадцятирічний Мурад IV, син Ахмеда I і Кесем. Мустафа знову був відправлений до Кафесу, де провів все життя. Загалом Кесем-султан прожила у Старому палаці шість років.

### Валіде-регент
|                                                                   |  |  |
| Сини Кесем, які стали султанами. Зліва Мурад IV, зправа Ібрагім I |  |  |

Після сходження Мурада на престол Кесем-султан запідозрили в організації перевороту, і їй довелося виправдовуватися перед шейх уль-ісламом. Будучи матір'ю нового падишаха, Кесем стала валіде і переїхала зі Старого палацу до Топкапи. Мурад IV став султаном у віці всього одинадцяти років, у зв'язку з чим до 1632 року фактично вся влада була в руках у валіде і її партії. Сама Кесем офіційно носила титул регента і правила протягом п'яти років, доки Мурад не взяв правління до своїх рук, відсторонивши мати від державних справ. Але він прислухався до її думки, цінуючи її досвід і розум, крім того, валіде мала владу під час частих військових експедицій Мурада. Вона зуміла врятувати Ібрагіма, коли Мурад наказав стратити всіх своїх братів.
У 1640 році після смерті Мурада Ібрагім успадкував трон як єдиний представник династії, оскільки синів, що вижили, у Мурада не було. У перші роки правління Ібрагіма влада знову перебувала у руках Кесем. Надалі стосунки між матір'ю та сином зіпсувалися. Психічний стан Ібрагіма, як і критичне становище османської держави, що стало результатом його правління, стрімко погіршувалося.  Ібрагім потрапив під вплив наложниць і вислав матір спочатку до літнього будиночку за межами Топкапи. Потім він дізнався, що Кесем і великий візир планують його змістити, візира він стратив, мати переселив у сади Іскендера-челебі. Почата Кандійська війна викликала невдоволення у населения, а до 1648 всі придворні угруповання, включаючи саму Кесем, дійшли до висновку про необхідність якнайшвидшого повалення султана. У результаті, 8 серпня 1648 року султан був повалений і за кілька днів згідно з фетвою вбитий. На чолі величезної країни опинився його шестирічний син та онук Кесем, Мехмед. Зі сходженням на престол Мехмеда його мати Турхан отримала титул валіде, але всі привілеї дісталися матері Ібрагіма, яка взяла титул «бюйюк валіде (старша валіде)», ніколи більше не використаний ні до, ні після. Через недосвідченість і вік - Турхан на той момент була трохи старше двадцяти років - вона була відсторонена від влади більш досвідченою Кесем. Навіть на щоденне утримання Турхан отримувала 2000 асперів, на відміну від 3000 асперів, які отримувала Кесем, як валіде, так і бюйюк валіде.
Амбітна Турхан відмовилася здаватися без бою. За три роки, що Кесем провела при владі, Турхан встигла придбати чимало прихильників, серед яких виявилися глава чорних євнухів і великий візир; проте на стороні Кесем все ж таки залишалися яничари. Попри те, що Кесем ефективно справлялася з обов'язками валіде-регента, в народі починалися хвилювання через великий вплив яничар на політику країни. Заходи, вжиті великим візиром Мелек Ахмедом-пашею і керівництвом яничарського корпусу для закриття бюджетного дефіциту, викликали в серпні 1651 року бунт в столиці.
| |  |  |
| Вбивство Кесем-султан. Гравюри із німецького (1694) і французького (1670) видань «Історії» Поля Ріко. |  |  |

Приблизно в цей же час Турхан стало відомо про те, що яничари за згодою Кесем планують отруїти Мехмеда IV і посадити на трон іншого її онука, шехзаде Сулеймана, мати якого Саліха Ділашуб-султан, здавалася їм більш поступливою. Турхан дізналася про ці плани від Мелек-хатун, однієї зі служниць Кесем, яка виявилася подвійним агентом. У ніч на 2 вересня 1651 року Кесем-султан була вбита в своїх покоях прихильниками Турхан, хоча достовірно невідомо, чи було вбивство сплановано і здійснено за прямим наказом матері Мехмеда IV. За словами Карачелебізаде, історика, який був на той час шейх уль-ісламом, виконавцем був Узун Сулейман-ага зі своїми людьми. Вони знайшли Кесем, що сховалася в одній із шаф гарему, і задушили її мотузкою від фіранки. Після смерті її тіло було спочатку перевезено в Старий палац і тільки потім поховано поруч з Ахмедом I в мечеті Султанахмет.

## Особистість
У «Історичному словнику Османської імперії» Кесем названа однією із найбільш відомих жінок палацу. Поки Кесем-султан була фавориткою, її описують переважно як красиву і розумну жінку. Великої влади і можливостей у неї не було. П'єтро делла Валле писав про неї, що вона «більше мила, ніж красива». 1612 року венеційський посол Симон Контаріні описав Кесем як жінку "красиву і проникливу і, крім того … що володіє багатьма талантами … Вона прекрасно співає, внаслідок чого продовжує користуватися любов'ю султана … Не те, щоб її поважають всі, але в деяких справах до неї прислухаються, і вона — фаворитка правителя, який хоче, щоб вона постійно була поруч з ним … <…> вона стримує себе з великою мудрістю від занадто частих розмов [з султаном] про серйозні справи і справи держави ". Подібна обачність була спрямована на те, щоб не втратити благовоління султана, який не збирався залежати від жінок. Наступник Контаріні на посаді посла, Христофор Вальер, в 1616 році писав про Кесем: «Вона може творити з султаном все, що забажає, вона повністю заволоділа його серцем, і їй ні в чому немає відмови». До останніх років вона зберігала красу. Як відгукувався про неї в 1645 році Симон Контаріні: «головна королева, знаменита Кесем-султан, стара, але ще красива».
Все змінилося, коли Кесем стала валіде. Двадцять п'ять років вона була валіде при Мурадові та Ібрагімові, і ще три роки носила титул «старшої валіде-султан» (buyuk valide) при внукові Мехмеді. Європейці пам'ятають про Хюррем, але турки вважають наймогутнішою з жінок саме Кесем. Пірс називає її «останньою з яскравих і впливових хасекі з султанату жінок». Вона була «вмілою в змовах і інтригах», саме їй приписують заслугу зведення на трон обох синів і зміни порядку успадкування.
Згідно з «Енциклопедією ісламу», Кесем залишила про себе пам'ять, як про жінку «великодушну, щедру і високого розуму».

#### Зображення

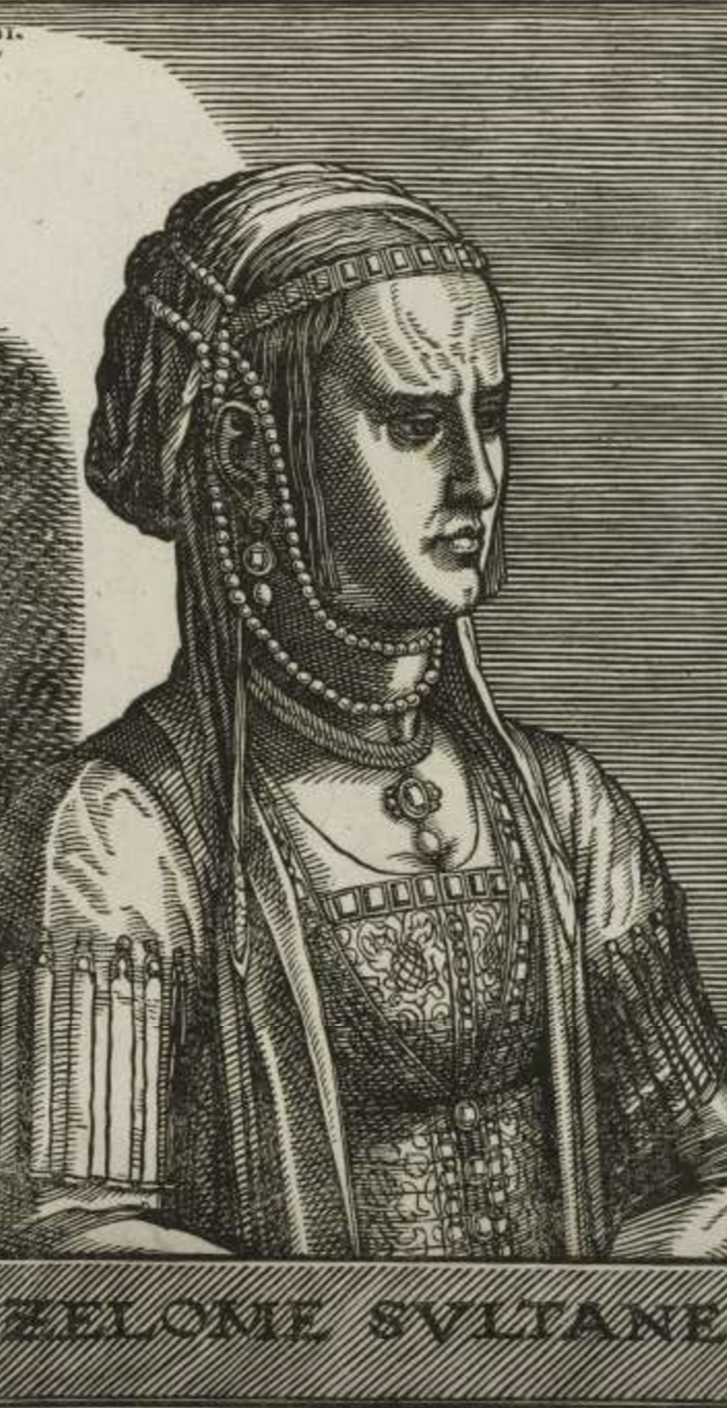
Гравюра М. Лорка

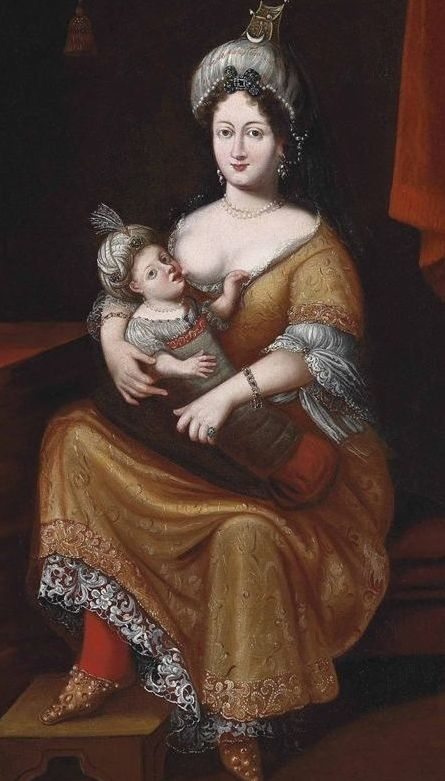
Картина з аукціону

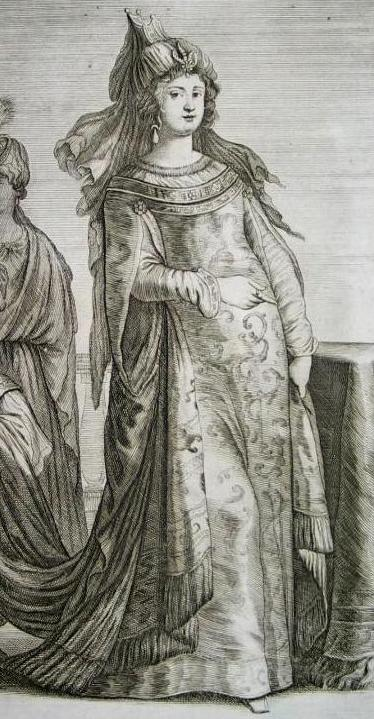
Зображення годувальниці

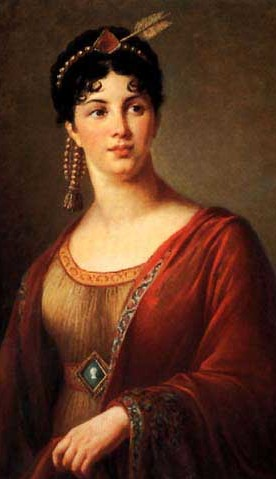
Грассіні, Джузеппіна

Європейців завжди цікавило, як виглядала ця жінка. Тому через брак її зображень за портрети Кесем стали видавати зображення інших персон. 1688 року в Гамбурзі була випущена книга «Thesaurus exoticorum». Автори помістили як зображення Кесем-султан гравюру з підписом «Zelome Sultane». Але це робота Мельхіора Лорка, який помер в 1583 році.
Зображення годувальниці Мехмеда IV, рабині кизляра-аги, яка проживала в гаремі султана з сином і потрапила в полон до мальтійських лицарів в 1644 році, використовується як зображення Кесем в популярній та художній літературі.
Картина без назви і підпису, на якій жінка годує дитину грудьми, була продана на аукціоні Сотбіс 4 жовтня 2012 року. За висновком експертів Сотбіс, вона належить до другої чверті XVII століття, автор картини — невідомий художник кола Франца Херманна і Ганса Геммінгера. Це австрійські художники, які перебували в делегації посольства, посланого Фердинандом II до Мурада IV в 1628 році. Згідно з висновком, що додається до картини, на ній зображена "улюблена дружина султана Ахмеда І (1603—1617), знана як Кесем або Махпейкер-султан, що годує грудьми свого сина майбутнього султана Мурада IV (1623—1640) або майбутнього султана Ібрагіма (1640- 1 648)". Невідомо, які були підстави для такого висновку. Кесем не могла бути матір'ю, яка годує в 1628 році: Ібрагім народився в 1615 році, Мурад — в 1612, до моменту приїзду художників в Стамбул синам Кесем було 16 і 13 років.
Стаття Ільбера Ортайли в Milliyet як зображення Кесем містила портрет Жозефіни Грассіні.

## Благодійність

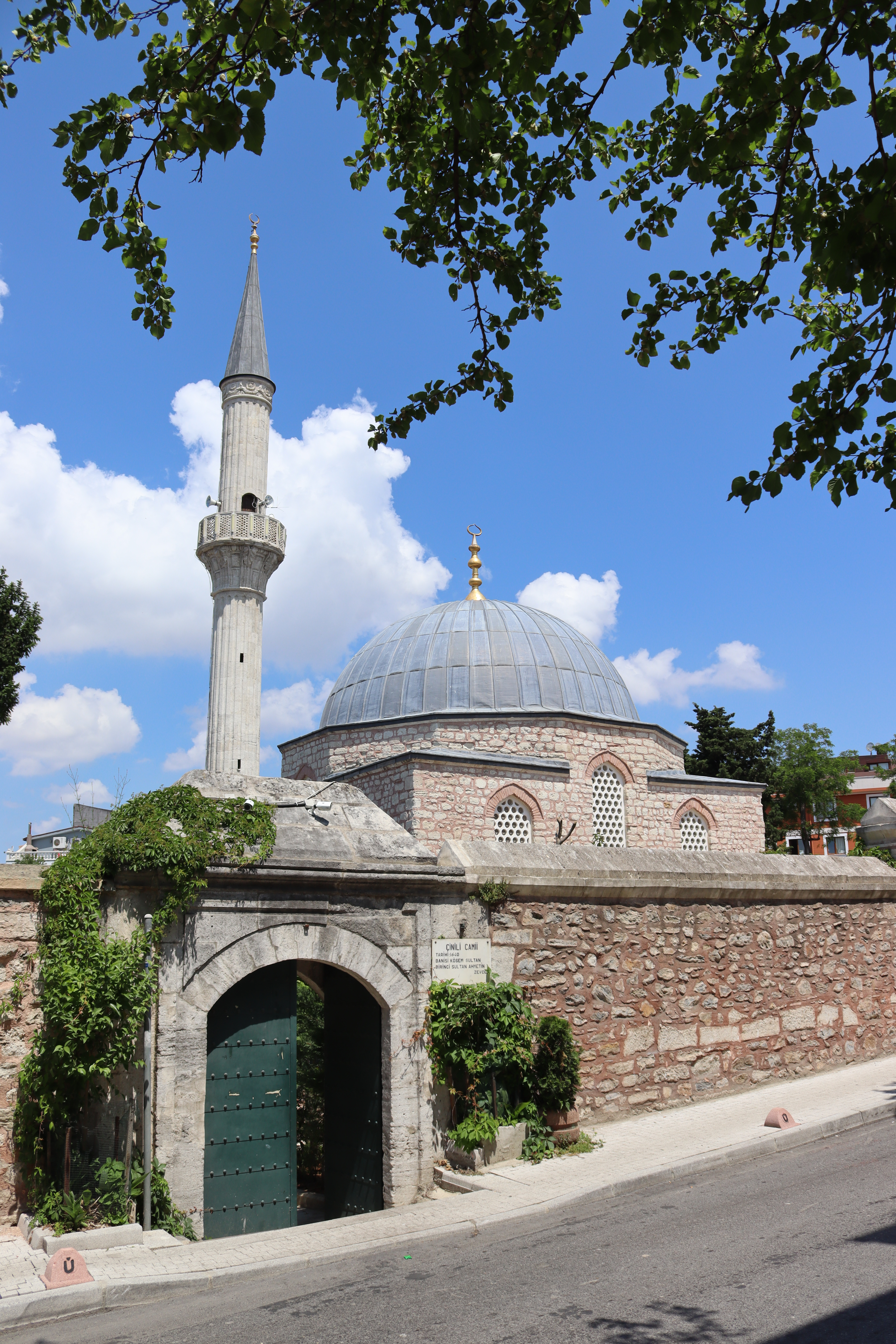

Кесем-султан була ініціатором будівництва мечеті в Ускюдарі. Це єдина мечеть, побудована за час правління Мурада IV.

## Діти
Абсолютно точно її синами були султани Мурад IV та Ібрагім I та шехзаде Касим, а дочками – Айше і Фатма. Щодо шехзаде Мехмеда, шехзаде Сулеймана, Ханзаде, Атіке та Гевхерхан думки дослідників розходяться. Кесем видала своїх дочок заміж за впливових державних діячів, які користувалися її підтримкою та фактично становили її партію.
Сини:
- Шехзаде Мехмед
- шехзаде Сулейман[47] (Леслі Пірс вважає його ймовірним сином Кесем-султан)[15]
- Мурад IV[48]
- шехзаде Касим[48]
- Ібрагім I[48]

Доньки :
- Айше-султан[48]
- Фатма-султан
- Ханзаде-султан[49][48]
- Гевхерхан-султан[17][50]
- Атіке-султан[47]

## В культурі
Кесем-султан є персонажом або головною діючою особою в книгах:
- Кесем-султан присвячені два розділи в псевдоісторичному творі «Anecdotes, ou Histoire secrette de la maison ottomane», написаному Мадлен де Гомес[en] в 1722 році[51].
- Про Кесем-султан книги написало багато письменників, серед них Решат Екрем Кочу[tr][52], Ахмет Рефік Алтинай[tr][53], Ебубекір Субаші[tr][54], Ерхан Афіонджу[tr][55].

Кесем-султан є персонажом або головною діючою особою в фільмах і серіалах:
- Генч Осман (1962 р.), в ролі Кесем Мухтерем Нур[56].
- Мурад IV (1981 г.), в ролі Кесем Айтен Гьокчер[57].
- Стамбул під моїми крилами (1996 р.), в ролі Кесем Зухал Олджай[tr][58].
- фільм Махпейкер  (2010 р.), в ролі Кесем Дамла Сьонмез і Сельда Алькор[59].
- Величне століття. Нова володарка, в ролі Кесем в різному віці Анастасія Цілімпіу, Берен Саат і Нурґюль Єшільчай[60].